# Horní Loděnice
Horní Loděnice (do roku 1950 nazývaná Německá Loděnice, německy Deutsch Lodenitz) je obec v okrese Olomouc v Olomouckém kraji. Leží v Nízkém Jeseníku na silnici I/46 z Olomouce do Opavy, asi pět kilometrů jihozápadně od Moravského Berouna a sedm kilometrů severovýchodně od Šternberka. Protéká jí Trusovický potok. Žije zde 339 obyvatel a skládá se ze dvou katastrálních území: Horní Loděnice a Nové Dvorce.

## Historie
První písemná zmínka o vesnici pochází z roku 1296. Osada vznikla kvůli těžbě železné rudy na pomezí panství hradu Šternberk a kláštera Hradisko (nedaleko se ještě nacházely již zaniklé osady Loděnička a Zezule). Od roku 1407 patřila několik století do šternberského panství.

## Obyvatelstvo
Po druhé světové válce byli původní obyvatelé vysídleni a vesnice byla dosídlena z českého vnitrozemí.
| Rok      | 1869 | 1880 | 1890 | 1900 | 1910 | 1921 | 1930 |      |
| -------- | ---- | ---- | ---- | ---- | ---- | ---- | ---- | ---- |
| Obyvatel | 984  | 975  | 922  | 830  | 798  | 781  | 778  |      |
| Domů     | 126  | 137  | 130  | 125  | 126  | 127  | 155  |      |
| Rok      | 1950 | 1961 | 1970 | 1980 | 1991 | 2001 | 2011 | 2021 |
| Obyvatel | 305  | 376  | 386  | 309  | 302  | 336  | 323  | 300  |
| Domů     | 134  | 74   | 74   | 87   | 73   | 76   | 74   | 80   |

1. ↑  Uvedeno včetně Nových Dvorců.
2. ↑  Z toho v Horní Loděnici 678 osob národnosti německé, 2 československé a 1 ostatní, v Nových Dvorcích 97 osob národnosti německé.[10]

## Obecní správa
Se vznikem obecních samospráv v roce 1850 se stala samostatnou obcí v politickém a soudním okrese Šternberk. Národnostně šlo o prakticky čistě německou obec, která po roce 1938 patřila do Německem zabraných Sudet. Tehdy také došlo k připojení obce Nové Dvorce. Od 1. července 1979 do 31. prosince 1991 patřila jako část města ke Šternberku a od 1. ledna 1992 je opět samostatnou obcí.

### Obecní symboly
Znak a vlajka byly obci uděleny rozhodnutím předsedy Poslanecké sněmovny Parlamentu České republiky dne 18. listopadu 1998.

## Společnost
Fungovala zde např. pošta, mlékárna, pekárna, cihelna, pila nebo tři mlýny.

## Pamětihodnosti
- farní kostel svatého Isidora z konce 18. století
- památník obětem válek
- několik hraničních kamenů a křížů

## Osobnosti
- Oskar Přindiš (1947–2012), malíř, kreslíř a sochař
- Josef Tittel (1849–1929), římskokatolický kněz, vysvěcen 1874, doktor teologie, profesor na teologické fakultě v Olomouci, kanovník u svatého Václava[kde?]

## Galerie

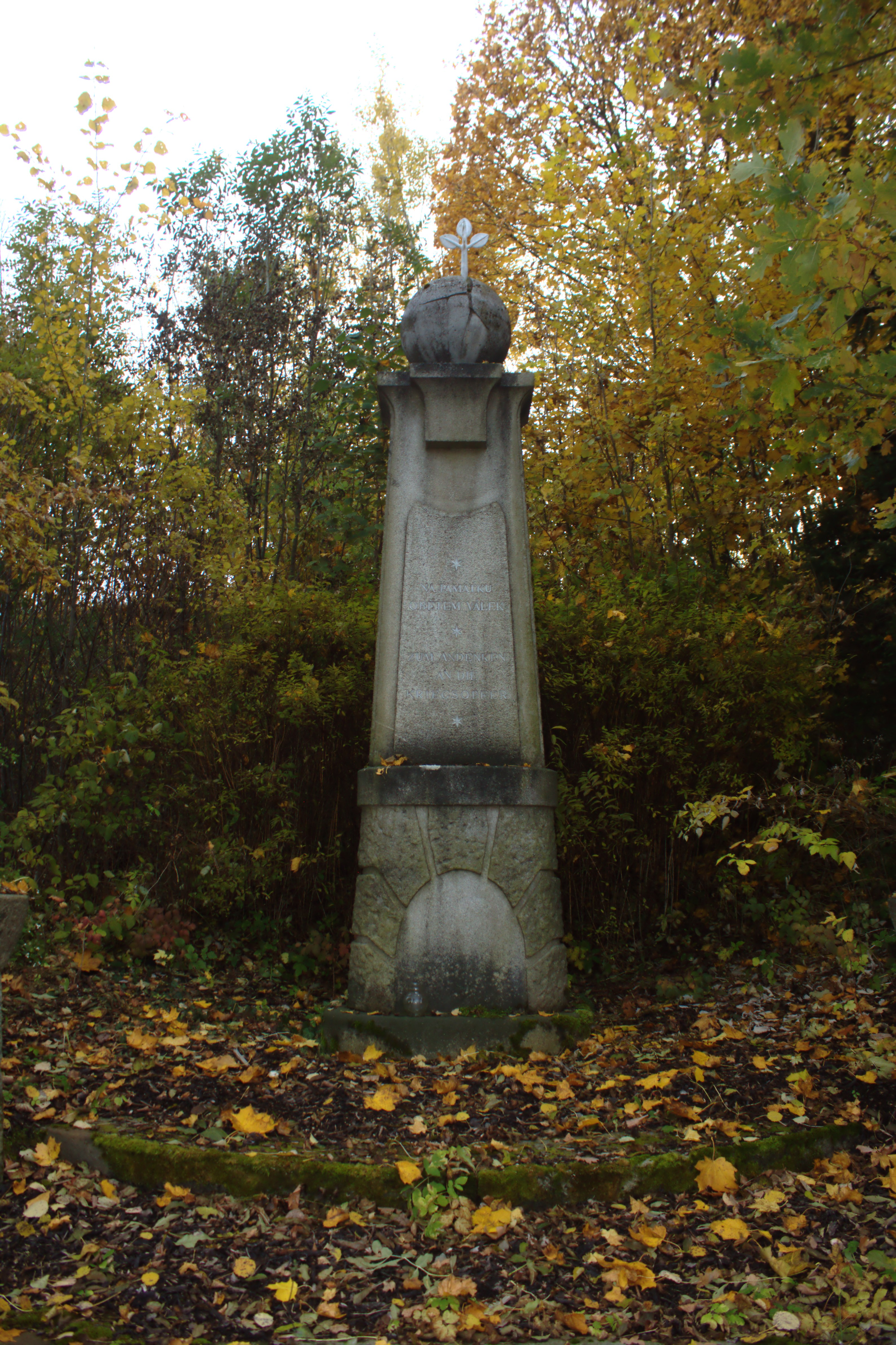
Památník
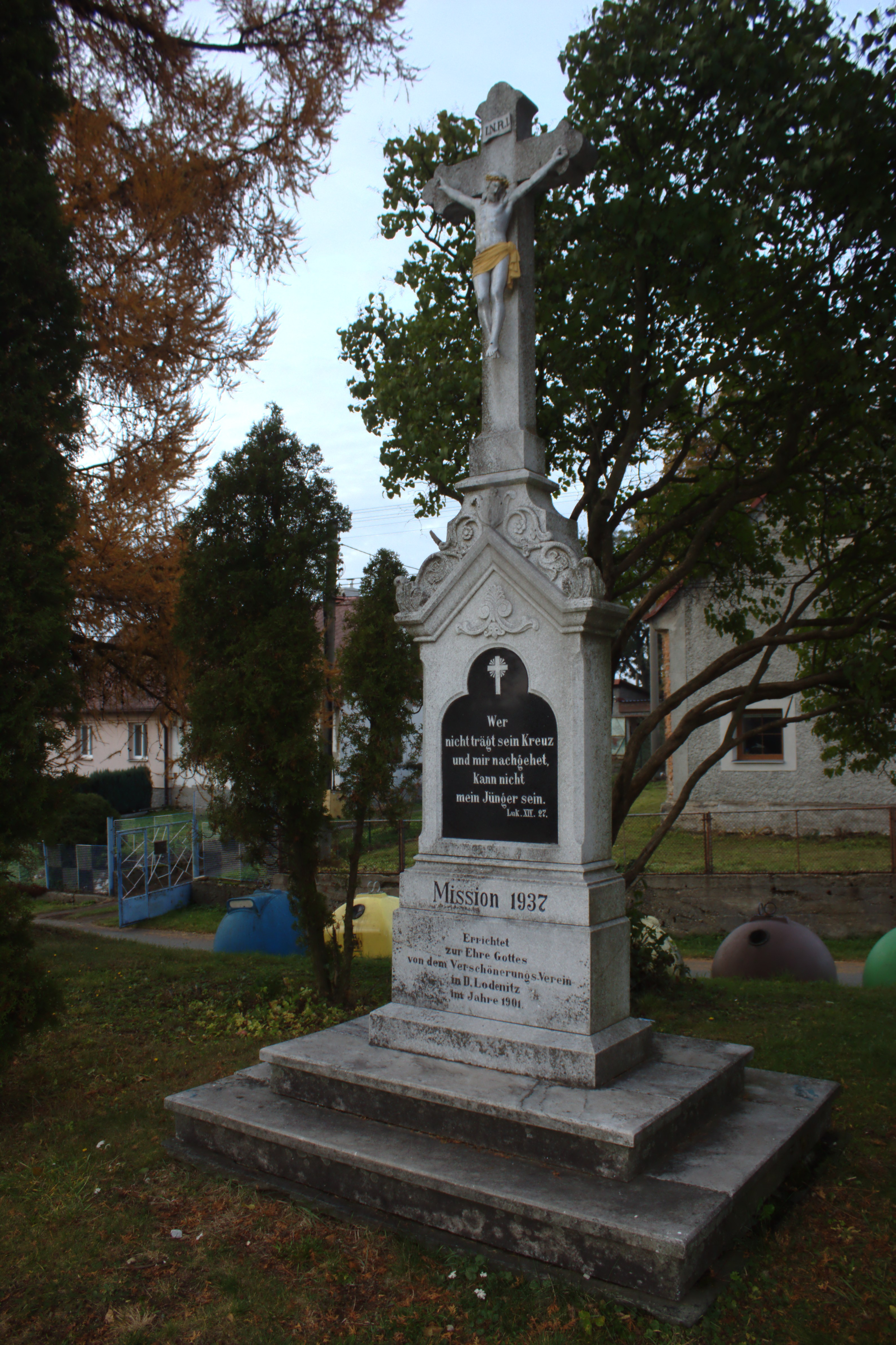
Kříž
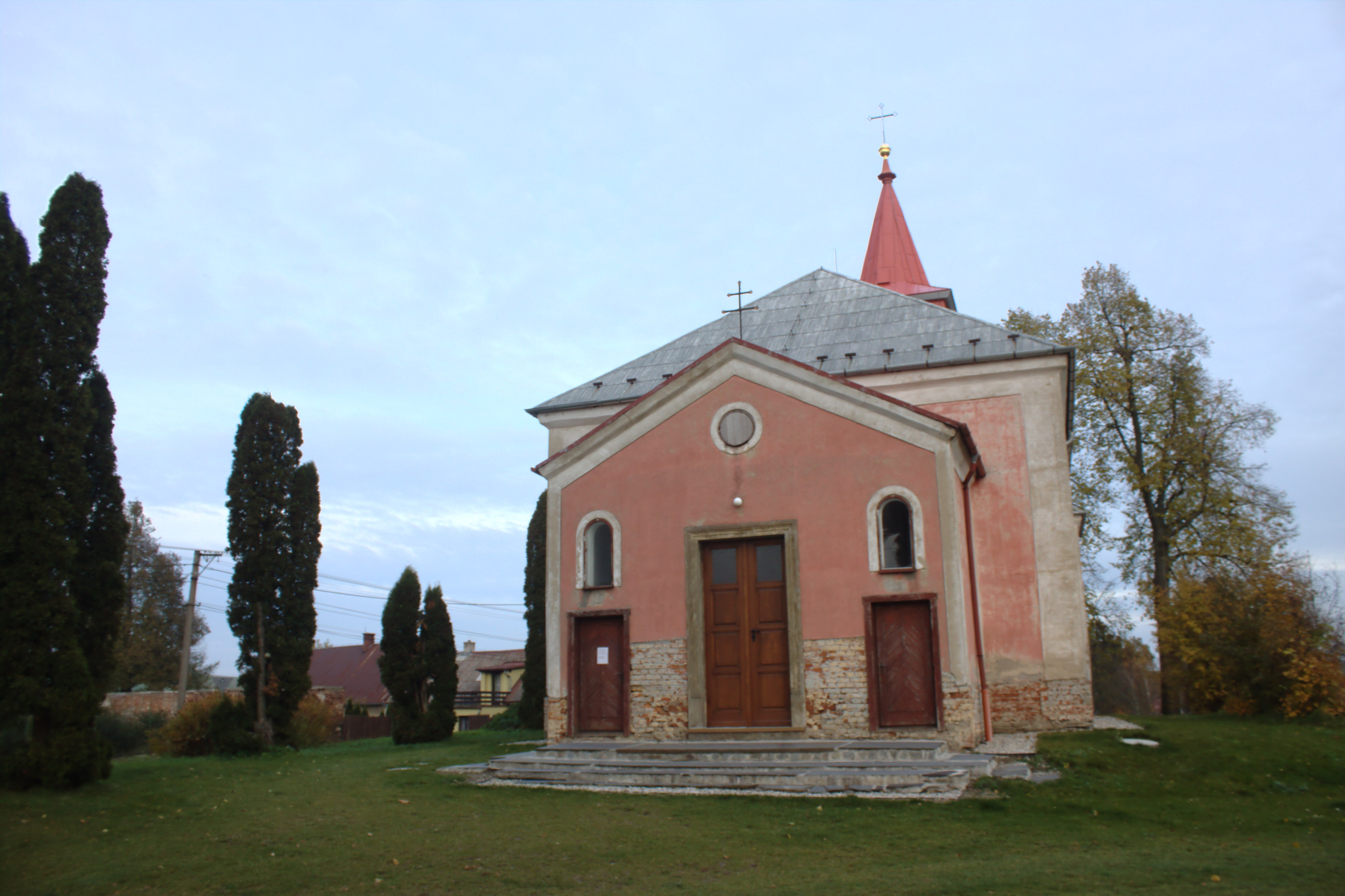
Kostel